# Морськ
Морськ (пол. Morsk) — село в Польщі, у гміні Швеці Свецького повіту Куявсько-Поморського воєводства. Населення — 182 особи (2011).
У 1975—1998 роках село належало до Бидгощського воєводства.

## Демографія
Демографічна структура станом на 31 березня 2011 року:
|          | Загалом | Допрацездатний вік | Працездатний вік | Постпрацездатний вік |
| -------- | ------- | ------------------ | ---------------- | -------------------- |
| Чоловіки | 91      | 15                 | 72               | 4                    |
| Жінки    | 91      | 16                 | 61               | 14                   |
| Разом    | 182     | 31                 | 133              | 18                   |